# 쌍책중학교
쌍책중학교(雙冊中學校)는 경상남도 합천군 쌍책면에 있었던 공립 중학교이다.

## 연혁
- 1972년 3월 2일 : 초계중학교 쌍책분교 개교
- 1973년 3월 1일 : 쌍책중학교로 분리
- 2010년 2월 28일 : 폐교 및 초계중학교와 통합[1], 38년만에 폐업